# 1944 في أستراليا
فيما يلي قوائم الأحداث التي وقعت خلال عام 1944 في أستراليا.

## سياسة

### تعيين في المنصب
- 29 أبريل – بوب دالي عضو المجلس النيابي لجنوب أستراليا ‏.
- 29 أبريل – هربرت ميخائيل عضو المجلس النيابي لجنوب أستراليا ‏.
- 15 مايو – جورج جنكينز وزير الزراعة ‏،Minister of Forests ‏.
- 1 يوليو – دونالد غرانت عضو مجلس الشيوخ الأسترالي [الإنجليزية]‏.
- 20 يوليو – والتر غوردون دونكان President of the South Australian Legislative Council [الإنجليزية]‏.
- 14 ديسمبر – مالكوم مكينتوش Commissioner of Public Works (South Australia) [الإنجليزية]‏.

### انتهاء فترة المنصب
- 29 فبراير – ديفيد غوردون President of the South Australian Legislative Council [الإنجليزية]‏،عضو المجلس التشريعي لجنوب أستراليا ‏.
- 3 أبريل – جوزيف أندرسون عضو المجلس التشريعي لجنوب أستراليا ‏.
- 30 يونيو – توم آرثر عضو مجلس الشيوخ الأسترالي [الإنجليزية]‏.
- 30 يونيو – كيث ويلسون عضو مجلس الشيوخ الأسترالي [الإنجليزية]‏.
- 14 ديسمبر – مالكوم مكينتوش Commissioner of Public Works (South Australia) [الإنجليزية]‏.

## مواليد

### يناير
- 1 يناير – أندرو بيرك
- 1 يناير – باميلا كلارك
- 1 يناير – بيتر كارول ممثل أسترالي.
- 1 يناير – بيتر كورلت نحات أسترالي.
- 1 يناير – توني شيبرد رائد أعمال أسترالي.
- 1 يناير – جون ماكدونالد لاعب دوري رغبي أسترالي.
- 1 يناير – جيرالد كار
- 1 يناير – دايفيد جونز عالم نبات أسترالي.
- 1 يناير – رود بوسويل
- 1 يناير – لاري أوديا
- 1 يناير – ميكي ألان
- 4 يناير – غاري ستيفنز لاعب دوري رغبي أسترالي.
- 7 يناير – غاري داونز قاضي أسترالي.
- 14 يناير – غراهام مارش لاعب غولف أسترالي.
- 19 يناير – باول جيبسون سياسي أسترالي.
- 24 يناير – بوب هونان لاعب اتحاد الرغبي أسترالي.
- 24 يناير – روبن وود

### فبراير
- 4 فبراير – جيف نيومان
- 10 فبراير – بيتر ألين
- 16 فبراير – باري هودج سياسي أسترالي.
- 27 فبراير – غاري بيرس مُجدّف أسترالي.

### مارس
- 6 مارس – هارولد هوبكينز ممثل أسترالي.
- 8 مارس – آرثر بوش لاعب هوكي الحقل أسترالي.
- 14 مارس – جون كوبر لاعب كرة مضرب أسترالي.
- 16 مارس – دونالد ويلسون درّاج طريق أسترالي.
- 18 مارس – ديك سميث
- 21 مارس – رون كورني سياسي أسترالي.
- 24 مارس – جون روبرتس لاعب كرة قدم أسترالي.
- 29 مارس – توني إليوت سياسي أسترالي.
- 29 مارس – ديفيد بيرين سياسي أسترالي.

### أبريل
- 5 أبريل – باركلي ويد
- 8 أبريل – ليونيل ويليامسون لاعب دوري رغبي أسترالي.
- 12 أبريل – هيو برات عالِم حاسوب أسترالي.
- 15 أبريل – باتريسيا برينان
- 18 أبريل – برايان واترس لاعب كرة قدم أسترالية أسترالي.
- 21 أبريل – راسيل بويد مصوّر سينمائي أسترالي.
- 22 أبريل – داميان برودريك كاتب أسترالي.
- 29 أبريل – جيف كار سياسي أسترالي.

### مايو
- 4 مايو – بيتر ليندسي سياسي أسترالي.
- 6 مايو – كين تورنر سياسي أسترالي.
- 9 مايو – غراهام براون لاعب كركيت أسترالي.
- 13 مايو – ميخائيل غلينون
- 15 مايو – ديفيد فوستر
- 16 مايو – مايكل بيري لاعب كرة قدم أسترالي.
- 20 مايو – مارلين بلاك منافِسة أوليمبية أسترالية.
- 22 مايو – جون فلانغان
- 23 مايو – جون نيوكومب لاعب كرة مضرب أسترالي.
- 26 مايو – أندرو جونز سياسي أسترالي.
- 28 مايو – بول سكالي باور رائد فضاء أمريكي.

### يونيو
- 6 يونيو – مات كارول
- 7 يونيو – نيل أندرو سياسي أسترالي.
- 22 يونيو – تيري غريفيثز سياسي أسترالي.
- 30 يونيو – ميشيل غراتن كاتبة أسترالية.

### يوليو
- 1 يوليو – مايك هوران سياسي أسترالي.
- 2 يوليو – روبين إبيرن لاعبة كرة مضرب أسترالية.
- 6 يوليو – تيم براون
- 11 يوليو – جانيت هوارد معلمة أسترالية.
- 22 يوليو – دنيس فايرستون مهندس من الولايات المتحدة الأمريكية.
- 28 يوليو – ألان براون موسيقي أسترالي.
- 28 يوليو – فيليب جيمس أيريس
- 31 يوليو – جيمس سترونج

### أغسطس
- 8 أغسطس – بريت هيل سبّاح أسترالي.
- 15 أغسطس – روبرت لوسون سياسي أسترالي.
- 19 أغسطس – روبرت هيتشكوك نحات أسترالي.
- 21 أغسطس – بيتر وير مخرج أفلام أسترالي.

### سبتمبر
- 3 سبتمبر – هيلتون كلارك درّاج طريق أسترالي.
- 5 سبتمبر – غاريث إيفانز سياسي أسترالي.
- 11 سبتمبر – ألان غيلبرت مؤرخ أسترالي.
- 16 سبتمبر – بيتر هارفي صحفي أسترالي.
- 18 سبتمبر – ديك كريلي لاعب كرة مضرب أسترالي.
- 19 سبتمبر – كولين ديبلي لاعب كرة مضرب أسترالي.
- 20 سبتمبر – روب كلفن مقدم أسترالي.
- 24 سبتمبر – ألان غروفر مُجدّف أسترالي.
- 25 سبتمبر – باتريسيا موران فنانة أسترالية.

### أكتوبر
- 3 أكتوبر – آن ويلز
- 21 أكتوبر – جوناثان بويد
- 22 أكتوبر – تريفور بويد لاعب كريكت أسترالي.
- 23 أكتوبر – جيفري شو فنان تشكيلي أسترالي.
- 26 أكتوبر – روبرت براين لاعب كرة مضرب أسترالي.
- 28 أكتوبر – جون ستانتون ممثل أسترالي.

### نوفمبر
- 11 نوفمبر – نيفيل أوليفر سياسي أسترالي.
- 17 نوفمبر – بوب هاربر سياسي أسترالي.

### ديسمبر
- 4 ديسمبر – لوري بيكهام
- 13 ديسمبر – روس أدلر رائد أعمال أسترالي.
- 15 ديسمبر – ويليام جاي ميتشيل مهندس معماري أسترالي.
- 19 ديسمبر – تيري أندروود
- 20 ديسمبر – راي مارتن
- 21 ديسمبر – رود كيمب سياسي أسترالي.
- 24 ديسمبر – بوب شو
- 25 ديسمبر – روس فيتزجيرالد
- 27 ديسمبر – إيفان ميلات
- 27 ديسمبر – بوب بروان سياسي.
- 30 ديسمبر – كين سميث سياسي أسترالي.

## وفيات

### يناير
- 1 يناير – إدوارد مايلز (مواليد 1849) سياسي أسترالي.
- 1 يناير – تشارلز تورنر (مواليد 1862) لاعب كركيت أسترالي.
- 1 يناير – تشارلز غراهام (مواليد 1876) لاعب اتحاد رغبي أسترالي.
- 1 يناير – لالة ميراندا (مواليد 1874)
- 3 يناير – توم برينان (مواليد 1866) سياسي أسترالي.
- 22 يناير – جيمس درو (مواليد 1872) لاعب كركيت أسترالي.

### فبراير
- 16 فبراير – ريتشارد سامبسون (مواليد 1877) سياسي أسترالي.
- 26 فبراير – هربرت باين (مواليد 1866) سياسي أسترالي.

### مارس
- 2 مارس – ليونيل ماثيوز (مواليد 1912)
- 31 مارس – موريس بلاكبيرن (مواليد 1880) سياسي أسترالي.

### أبريل
- 13 أبريل – أمبروز برات (مواليد 1874) كاتب أسترالي.

### مايو
- 1 مايو – لوري برادي (مواليد 1895) لاعب كرة قدم أسترالي.
- 2 مايو – إدموند ليند (مواليد 1888) طبيب أسترالي.
- 5 مايو – جورج جون بيل (مواليد 1872) سياسي أسترالي.
- 11 مايو – جون بالمر (مواليد 1910)

### يونيو
- 7 يونيو – ميتلاند مايج (مواليد 1894)
- 9 يونيو – جيرالد هالبن (مواليد 1899) درّاج طريق أسترالي.
- 13 يونيو – بيرت بيترز (مواليد 1908) لاعب كرة قدم أسترالية أسترالي.
- 24 يونيو – جاك مكينتوش (مواليد 1878) لاعب كرة قدم أسترالي.

### أغسطس
- 5 أغسطس – بين هاردي (مواليد 1898)
- 17 أغسطس – ويليام جيبس (مواليد 1879) سياسي أسترالي.
- 23 أغسطس – فريتز هيوز (مواليد 1858) لاعب كرة قدم أسترالي.

### سبتمبر
- 12 سبتمبر – وينستون إيد (مواليد 1914) لاعب رغبي أسترالي.

### أكتوبر
- 20 أكتوبر – لين نورمان (مواليد 1885) لاعب كرة قدم أسترالي.
- 29 أكتوبر – جون لاينغ (مواليد 1884) لاعب كرة قدم أسترالي.

### نوفمبر
- 8 نوفمبر – جيف غريف (مواليد 1918) لاعب كرة قدم أسترالية أسترالي.
- 14 نوفمبر – ستانلي برايس وير (مواليد 1866)
- 18 نوفمبر – جيمس بلير (مواليد 1870) سياسي أسترالي.
- 20 نوفمبر – تشارلز فريدريك كوكس (مواليد 1863) سياسي أسترالي.